# 100733 Annafalcka
100733 Annafalcka este o planetă minoră (asteroid) din centura de asteroizi. A fost descoperită pe 18 februarie 1998 la Observatorul Kleť de Miloš Tichý⁠(d) și a fost numită după Ana de Bavaria. 
Obiectul prezintă o orbită caracterizată de o semiaxă mare de 2,2960217479842 UAi, o excentricitate de 0,1, o înclinație de 6,2 ° în raport cu ecliptica.